# 2011年夏季世界大學生運動會羽球比賽
2011年夏季世界大學生運動會羽球比賽於2011年8月16日至22日在深圳信息職業技術學院體育館舉行。這是羽毛球第二次成為夏季世界大學生運動會正式比賽項目。

## 賽事

### 獎牌榜
| 排名 | 国家／地区 | 金牌 | 银牌 | 铜牌 | 總數 |
| ---- | ---------- | ---- | ---- | ---- | ---- |
| 1    | 泰国       | 2    | 0    | 3    | 5    |
| 2    | 韩国       | 2    | 0    | 0    | 2    |
| 3    | 中華台北   | 1    | 4    | 4    | 9    |
| 4    | 印度尼西亚 | 1    | 0    | 2    | 3    |
| 5    | 中国       | 0    | 2    | 2    | 4    |
| 6    | 日本       | 0    | 0    | 1    | 1    |
| 總數 | 總數       | 6    | 6    | 12   | 24   |

- 主辦國

### 項目
| 項目     | 金牌 | 银牌                                                                                 | 铜牌 |
| 男子單打 | 泰国 · 苏庞余·阿韦辛桑农 | 中国 · 文凯                                                                          | 日本 · 上田拓馬 |
| 男子單打 | 泰国 · 苏庞余·阿韦辛桑农 | 中国 · 文凯                                                                          | 中華台北 薛軒億 |
| 女子單打 | 中華台北 鄭韶婕 | 中華台北 白驍馬                                                                      | 中国 · 刘芳华 |
| 女子單打 | 中華台北 鄭韶婕 | 中華台北 白驍馬                                                                      | 中国 · 石晓倩 |
| 男子雙打 | 泰国 · 博丁·伊沙拉 · 玛尼蓬·宗集 | 中華台北 方介民 李勝木                                                               | 印度尼西亚 · 约翰奈斯·伦迪·苏吉亚托 · 阿菲特·尤瑞斯·韦拉万                                                                                              |
| 男子雙打 | 泰国 · 博丁·伊沙拉 · 玛尼蓬·宗集 | 中華台北 方介民 李勝木                                                               | 中華台北 廖敏竣 吳俊緯 |
| 女子雙打 | 韩国 · 嚴惠媛 · 张艺娜 | 中華台北 白驍馬 鄭韶婕                                                               | 泰国 · Nessara Somsri · 沙威丽·阿米达拜 |
| 女子雙打 | 韩国 · 嚴惠媛 · 张艺娜 | 中華台北 白驍馬 鄭韶婕                                                               | 中華台北 謝沛蓁 王沛蓉 |
| 混合雙打 | 韩国 · 申白喆 · 嚴惠媛 | 中華台北 李勝木 謝沛蓁                                                               | 印度尼西亚 · 里基·维迪安托 · 申迪·普斯帕·伊拉瓦蒂 |
| 混合雙打 | 韩国 · 申白喆 · 嚴惠媛 | 中華台北 李勝木 謝沛蓁                                                               | 泰国 · 玛尼蓬·宗集 · 沙威丽·阿米达拜 |
| 混合團體 | 印度尼西亚 · 赫拉·德希·安娜·拉马瓦蒂 · 阿菲特·尤瑞斯·韦拉万 · 贝拉特里克斯·玛努布蒂 · Senatria Agus Setia Putra · 利安·阿刚·萨普特拉 · 珍纳·戈扎利 · 安加·普拉塔玛 · 约翰奈斯·伦迪·苏吉亚托 · 申迪·普斯帕·伊拉瓦蒂 · 科马拉·戴维 · 里基·维迪安托 | 中国 · 陶勋 · 文凯 · 林青 · 陈钰璐 · 胡文卿 · 刘芳华 · 石晓倩 · 李田 · 叶奥婷 · 陈妮 | 泰国 · 苏庞余·阿韦辛桑农 · 博丁·伊沙拉 · 玛尼蓬·宗集 · Prinyawat Thongnuam · 妮查恩·金达蓬 · Chanida Julrattanamanee · 沙威丽·阿米达拜 · Nessara Somsri |
| 混合團體 | 印度尼西亚 · 赫拉·德希·安娜·拉马瓦蒂 · 阿菲特·尤瑞斯·韦拉万 · 贝拉特里克斯·玛努布蒂 · Senatria Agus Setia Putra · 利安·阿刚·萨普特拉 · 珍纳·戈扎利 · 安加·普拉塔玛 · 约翰奈斯·伦迪·苏吉亚托 · 申迪·普斯帕·伊拉瓦蒂 · 科马拉·戴维 · 里基·维迪安托 | 中国 · 陶勋 · 文凯 · 林青 · 陈钰璐 · 胡文卿 · 刘芳华 · 石晓倩 · 李田 · 叶奥婷 · 陈妮 | 中華台北 張馨 賴佳玟 王沛蓉 鄭韶婕 白驍馬 李勝木 廖敏竣 謝沛蓁 薛軒億 方介民 周天成 吳俊緯                                                              |